# Tarka lóri
A tarka lóri (Psitteuteles versicolor) a papagájalakúak (Psittaciformes) rendjébe sorolt és a szakállaspapagáj-félék (Psittaculidae) családjába, azon belül a lóriformák (Loriinae) alcsaládjába a Psitteuteles nem egyetlen faja. Ezt a fajt egyes rendszerezők a Trichoglossus nembe sorolják.

## Származása, elterjedése
Ausztrália északi partvidékén (Nyugat-Ausztrália, Északi terület, Queensland) és a Timor-tenger partközeli szigetein (a Tiwi-szigeteken, tehát a Melville-szigeten, a Bathrust-szigeten és a kisebb partközeli szigeteken) él; zömmel a Kakadu Nemzeti Parkban.

## Megjelenése, felépítése
Teste 19-20 cm hosszú, a két nem szabad szemmel gyakorlatilag nem különböztethető meg. Fejének teteje skarlátvörös, pofája és tarkója kékes; a nyakszirtjén sárga sáv húzódik. Begye borvörös, testének tollazata többé-kevésbé zöld (sárga vonalakkal).
Csőre viaszvörös, az írisze barna.

## Életmódja, élőhelye
Közvetlen rokonaihoz hasonlóan főként virágporon és nektáron él, de megeszi a gyümölcsöket; ritkábban a magokat, bogyókat, rovarokat és lárvákat is. Táplálékának megfelelően a széklete híg.
A hideget jól tűri.

### Szaporodása
Fészkét faodúban rakja; ebbe gyakran hord be faágakat. Többnyire télen költ. Fészkelési ideje kb. 2 hónap, amiből a tojó 21 napig kotlik.

### Tartása
Mozgékony, ezért célszerű röpdében tartani. Védőházikóval ellátott kerti röpdében áttelel.